# 莲溪路站
莲溪路站位于中华人民共和国上海市浦东新区北蔡鎮绿科路与莲溪路交叉口，是上海地铁13号线与18号线的地铁换乘站。其中13号线于2018年12月30日启用，18号线一期北段于2021年12月30日启用。

## 车站结构
本站为地下车站，两线站台均为岛式站台。18号线站台南端车头设有换乘通道。两站台中部均设有通往站厅的无障碍电梯。
本站有两个卫生间，均在付费区内，分别在13号线站台张江路方向车尾和18号线站台航头方向车头，其中18号线站台的卫生间为无障碍卫生间。

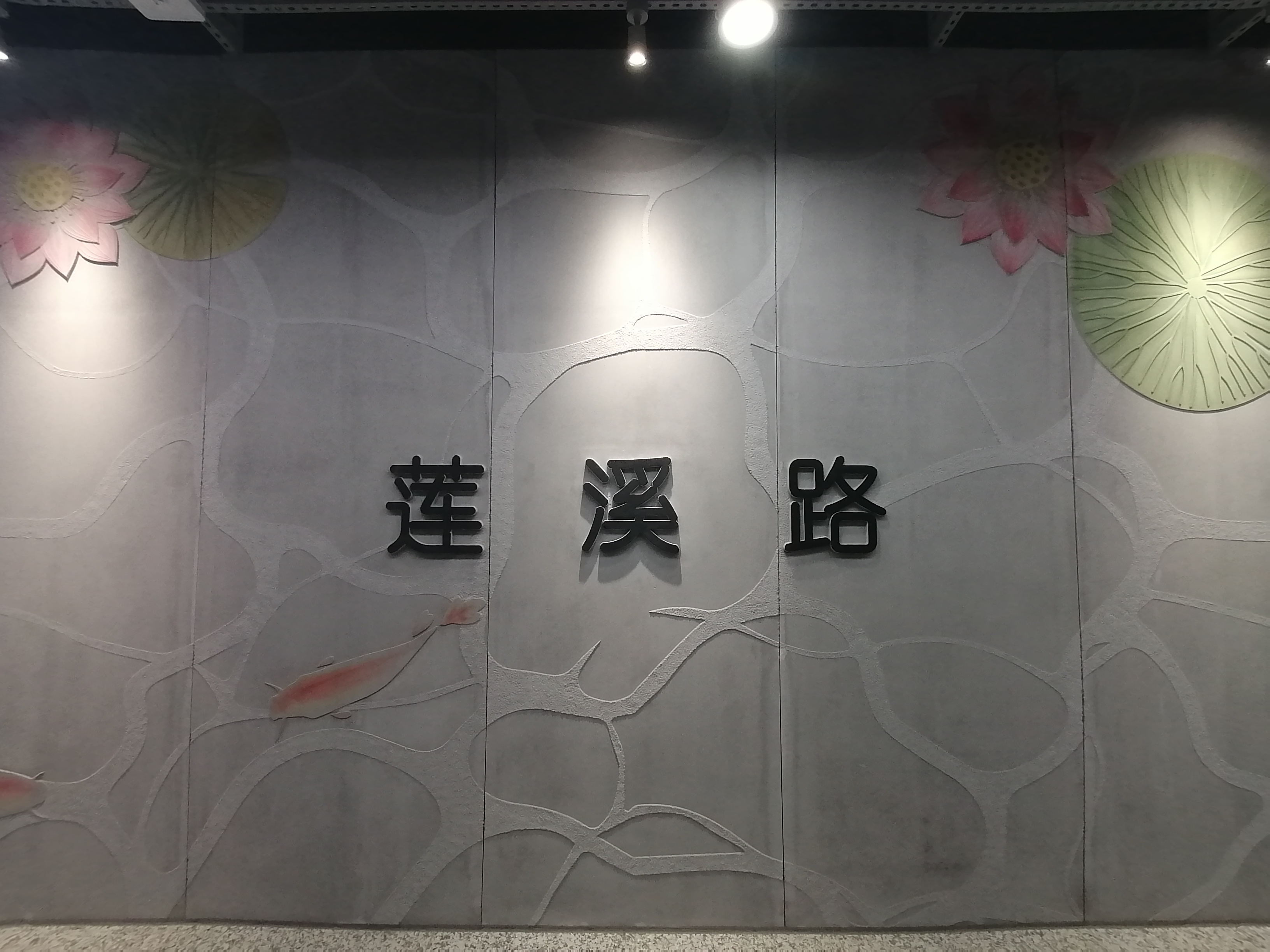
18号线莲溪路站名墙，绘制有“莲”和“溪”的图案，以体现站名中的意象。

### 车站楼层
本站13号线站厅和18号线站厅均位于地下一层，13号线站台位于地下二层，18号线站台位于地下三层。
| 地面层   | 出入口             | 1-7出入口                        |  |  |
| 地下一层 | 站厅               | 票务服务、自动售票机、人工服务台 |  |  |
| 地下二层 | ①站台              | █ 13号线 往金运路（陈春路）      |  |  |
|          | 岛式站台，左侧开门 |                                  |  |  |
|          | ②站台              | █ 13号线 往张江路（华夏中路）    |  |  |
| 地下三层 | ④站台              | █ 18号线 往长江南路（北中路）    |  |  |
|          | 岛式站台，左侧开门 |                                  |  |  |
|          | ③站台              | █ 18号线 往航头（御桥）          |  |  |

### 换乘
本站实行站厅换乘和节点换乘。站台换乘楼梯位于13号线站台中部和18号线航头方向车头，可直接进行换乘。

## 车站出口
莲溪路站共有7个出入口，各出入口如下所示：
| 出口编号            | 出口指示       | 照片 |
| ------------------- | -------------- | ---- |
| 1 · 出口            | 绿科路，莲溪路 |      |
| 2 · 出口 · （设有） | 绿科路，西中路 |      |
| 3 · 出口            | 绿科路，莲溪路 |      |
| 4 · 出口            | 绿科路，莲溪路 |      |
| 5 · 出口 · （设有） | 莲溪路，高青路 |      |
| 6 · 出口            | 莲溪路，高青路 |      |
| 7 · 出口            | 莲溪路，绿科路 |      |
| 图例： 设有         |                |      |

## 历史
- 2017年4月17日，18号线莲溪路站开工，工程总建筑面积达11950平方米，建筑占地5453平方米[2]。
- 2018年12月30日，13号线莲溪路站开通运营[3]。
- 2020年12月15日，18号线莲溪路站土建工程完工[2]。
- 2021年12月30日，18号线一期北段开通运营，本站称为13号线与18号线的换乘站[4]。